# Lissoclinum stellatum
Lissoclinum stellatum är en sjöpungsart som beskrevs av Kott 2004. Lissoclinum stellatum ingår i släktet Lissoclinum och familjen Didemnidae. Inga underarter finns listade i Catalogue of Life.